# Писандар (генерал)
Писандар (умро 394. п. н. е.) био је спартански војсковођа током Коринтског рата. Погинуо је у бици код Книда. 

## Биографија
Писандар је био полубрат краља Агесилаја ΙI са којим је на почетку 4. века учествовао у походу на персијске градове у Малој Азији. Показао се као неискусан поморски командант. Иако је његова флота била приближно исте величине као и атинска, она је ипак поражена у бици код Книда 394. п. н. е. У бици је погинуо и Писандар борећи се на своме броду. 